# Storena minor
Storena minor är en spindelart som först beskrevs av Eugen von Keyserling 1891.  Storena minor ingår i släktet Storena och familjen Zodariidae. Inga underarter finns listade i Catalogue of Life.